# Peter Basch
Peter Basch (23 septembre 1921 à Berlin - 15 mars 2004 à New York) est un photographe de presse américain. L'essentiel de son œuvre a été réalisé dans les années cinquante et soixante.

## Début de la vie
Peter Basch est né à Berlin, en Allemagne, enfant unique de Felix Basch et Grete Basch-Freund, deux personnalités éminentes du théâtre et du cinéma du monde germanophone.
En 1933, la famille est venue à New York en raison des craintes de la montée du sentiment anti-juif et des lois en Allemagne. La famille avait la citoyenneté américaine parce que le père de Felix, Arthur Basch, était un négociant en vins qui vivait à San Francisco. Après son retour en Allemagne, Arthur Basch a conservé sa nationalité américaine et l'a transmise à ses enfants et, de là, à ses petits-enfants.
États Unis
Lorsque la famille Basch est arrivée à New York en 1933, elle a ouvert un restaurant sur Central Park South à l'hôtel Navarro. Le restaurant, Gretel's Viennois, est devenu un lieu de rencontre pour la communauté des expatriés autrichiens. Peter Basch y a eu son premier emploi en tant que serveur. Pendant son séjour à New York, Basch a fréquenté le lycée De Witt Clinton. La famille a déménagé à Los Angeles pour aider dans la carrière du père de Basch, pendant laquelle Basch est allé à l'école en Angleterre. À son retour aux États-Unis, Basch a rejoint l'armée. Il a été mobilisé dans les Forces US Army Air de First Motion Unit Image, où il a travaillé comme un garçon de script.

## Carrière
Après la guerre, il a commencé à fréquenter l'UCLA, mais sa mère lui a demandé de la rejoindre à New York. Ses parents avaient décidé que Basch serait photographe et ils ont obtenu un studio de photographie pour leur fils.
Pendant plus de vingt ans, Peter Basch a mené une brillante carrière de photographe de magazine. Il était connu pour ses images de célébrités, artistes, danseurs, acteurs, starlettes et glamour-girls en Amérique et en Europe. Ses photos sont apparues dans de nombreux grands magazines tels que Life, Look et Playboy.

## Publications
Basch est l'auteur et le co-auteur d'un certain nombre de livres contenant ses photographies.